# Березин, Василий
Василий Березин (21 октября 1992, с. Вазалемма, уезд Харьюмаа, Эстонская республика) — российский актёр и режиссер, участник спектаклей Театр.doc и ЦТИ «Трансформатор», художественный руководитель экспериментального объединения Binary Biotheatre.

## Биография
Василий Березин родился 21 октября 1992 года в селе Вазалемма в уезде Харьюмаа Эстонии.
Закончил режиссерский факультет ГИТИСа (мастерская Евгения Каменьковича и Дмитрия Крымова).
В июле 2019 года стало известно, что Binary Biotheatre Березина будет «прописан» на площадке нового театрального центра на улицу Казакова, неподалёку от Гоголь-центра.

## Актерские работы в театре
- 2016 — «Неявные воздействия». Театр.doc, Москва.[3][4]
- 2016 — «Молчание классиков. Вакханки». Театр.doc, Москва.[5][6][7]
- 2019 — «Крошка Цахес». Московский драматический театр имени М. Н. Ермоловой, Москва.[8][9]

## Режиссёрские работы в театре
- 2016 — «Тибетская книга мертвых». Театр.doc, Москва.[10][11]
- 2017 — «Уроды». Театр.doc, Москва.[12]